# Katarzyna Czubak
Katarzyna Czubak, coniugata Dźwigalska (Gorzów Wielkopolski, 25 agosto 1985), è una cestista polacca.

## Carriera
Con la Polonia ha disputato i Campionati europei del 2011.